# Том Селек
Томас Вилијам Селек (енгл. Thomas William Selleck; Детроит, 29. јануар 1945), познатији као Том Селек (енгл. Tom Selleck), амерички је глумац, филмски продуцент и војни ветеран. Најпознатији је по улози приватног детектива Томаса Магнума у ТВ серији Magnum, P.I. (1980—1989), за коју је добио две награде Еми и један Златни глобус. Такође је познат по главним улогама у филму Три мушкарца и беба (1987) и серији Плава крв (2010—). Препознатљив је и по епизодној улози Ричарда у ТВ серији Пријатељи.

## Биографија
Том Селек је рођен 29. јануара 1945. године у Детроиту, као син Роберта Селека и мајке Марте која је пореклом Шкоткиња. У тој породици су му одрасли браћа Роберт и Данијел, као и сестра Марта. У Селековој младости се породица преселила у Шерман Оукс у Калифорнији, а одатле је Селек похађао и дипломирао средњу школу Грант 1962. године.
Селек је још као тинејџер зарађивао за живот као манекен, а потом је - користећи стипендију као даровити кошаркаш - уписао Универзитет Јужне Калифорније. Тамо је постао члан студентског братства Сигма Чи фратернити и спортског тима Тројан најтс. Иако је студирао пословну администрацију, учитељ глуме му је предложио да почне глумачку каријеру. Након тога је Селек уписао глумачку школу Беверли Хилс плејхаус под Милтоном Катселасом.
Селек је тих година војни рок служио у Националној гарди, те је био активан од 1967. до 1973. године.
Након пар наступа у популарним ТВ квизовима, Селек је 1970. имао свој филмски деби. Уследили су бројни наступи у филмовима и ТВ серијама од којих је најпознатија епизодна улога Ленса Вајта, простодушног али ефикасног сарадника главног јунака у The Rockford Files.
Прекретница у Селековом животу је била 1980. година. Тада је престао његов осмогодишњи брак с манекенком Жаклин Реј. Исте је године ангажован за улогу Томаса Магнума у ТВ серији Magnum, P.I.. Недуго пре почетка снимања серије су га контактирали Стивен Спилберг и Џорџ Лукас како би му понудили улогу Индијане Џоунса у филму Отимачи изгубљеног ковчега. Селек је био вољан прихватити, али је био везан уговором за серију. Након дуготрајног размишљања и консултација с најбољим пријатељем, Селек је закључио да је најисправнији корак био држати се задане речи и наставити снимати серију.
Селек је серију наставио снимати следећих осам година, повремено снимајући филмове где је био главна звезда. Један од тих филмова, деломично инспирисан Отимачима, био је High Road to China из 1984. године, који је сниман у бившој Југославији.
Године 1987. се Селек оженио Џили Мек, с којом има ћерку Хану.
Селек је након завршетка Магнума 1988. године наставио каријеру низом улога у филмовима и на телевизији, али се посебно истичу његови напори да оживи жанр вестерна. На телевизији су биле познате његове епизодне улоге у популарним серијама као што су Пријатељи и Бостонски адвокати. Године 2007. је поново добио главну телевизијску улогу, и то као нови власник казина у популарној серији Лас Вегас.
Селек је такође познат и по политичком ангажману, и то као један од ретких отворено десно оријентисаних холивудских глумаца. Као заговорник права на оружје је члан организације НРА, а његови ставови су га 1999. године довели у вербални сукоб с лево оријентисаном глумицом и водитељком Роузи О’Донел, приликом гостовања у њеној емисији. Иако Селек обично подржава републиканске кандидате на изборима, укључујући Џона Макејна на изборима 2008, није члан странке и себе описује као независног либертаријанца.